# Arca Continental
Arca Continental, S.A.B. de C.V. es una empresa multinacional mexicana fundada el 21 de mayo de 2011 en Monterrey, Nuevo León, dedicada a la producción, distribución y venta de bebidas no alcohólicas de las marcas propiedad de The Coca-Cola Company así como bocadillos bajo la marca Bokados en México, Inalecsa en Ecuador y Wise y Deep River en los Estados Unidos.
Es el segundo embotellador de Coca-Cola más grande de Latinoamérica. A través de su franquicia Coca-Cola, la compañía atiende a más de 123 millones de personas en las regiones del norte y occidente de México, así como en Ecuador, el Perú, la región norte de Argentina y el suroeste de los Estados Unidos.

## Historia
Arca Continental se formó en el año 2011 mediante la integración de Embotelladoras Arca y Grupo Continental y se constituyó en el segundo embotellador de Coca-Cola más grande de América Latina y uno de los más importantes en el mundo. La fusión se llevará a cabo mediante el intercambio de nuevas acciones emitidas por Embotelladoras Arca y Grupo Continental, a razón de 0,625 acciones de Embotelladoras Arca por cada acción de Grupo Continental. La entidad resultante, se denominará Arca Continental. La transacción se cerrará una vez que los acuerdos de fusión se hayan presentado en los registros públicos de comercio correspondientes.

### Embotelladoras Arca
Embotelladoras Arca se dedicaba a la producción, distribución y venta de bebidas refrescantes de las marcas propiedad de The Coca-Cola Company. Arca se formó en el año 2001 mediante la integración de tres de los grupos embotelladores más antiguos de México y se constituyó en el segundo embotellador de América Latina. La empresa, que tenía sede en Monterrey, Nuevo León, distribuía sus productos en la región norte de la República Mexicana, así como en Ecuador y el norte de Argentina. Embotelladoras Arca también producía y distribuía aperitivos salados bajo la marca Bokados.

### Grupo Continental
Grupo Continental fue el decimotercer embotellador de Coca-Cola más grande del mundo. La Compañía inició operaciones en 1964 y cubre con su operación 14.5% del territorio de la República Mexicana en los estados de Coahuila, Durango, Zacatecas, Aguascalientes, San Luis Potosí, Jalisco y Colima. Su sede central se encontraba en Tampico, Tamaulipas.

### Adquisiciones
Arca Continental impulsó su crecimiento durante la década de 2000 mediante la adquisición de empresas en México, Argentina y Ecuador. En 2017, Arca Continental anunció el cierre de una transacción con The Coca-Cola Company para adquirir Great Plains Coca-Cola Bottling Company, que opera en algunas áreas del suroeste de los Estados Unidos, incluido el estado de Texas, y partes de Oklahoma, Nuevo México y Arkansas. En mayo de 2018, Arca Continental anunció la construcción de la primera nueva planta embotelladora en los Estados Unidos en más de una década. La nueva planta de $250 millones está en pleno funcionamiento desde marzo de 2020.

## Marcas
Arca Continental produce más de 60 marcas y las más conocidas son:

### Bebidas
| - Coca-Cola y todas sus variantes. - Fanta - Sprite - Quatro - Surge - Pibb - Crush - Joya - Fresca - Inca Kola - Manzana Lift - Sidral Mundet - Fioravanti - Hi-C - Barrilitos - Topo Sabores - Topo Chico - Seagram´s - Refresco Bimbo - Honest Tea - Té Toni - Peace Iced Tea | - Ciel - Dasani - San Luis - Bonaqua - Glaceau Smartwater - OVIT - Topo Chico - Benedictino (Ex KIN) - Aybal - Del Valle & Nada - Del Valle - Beberé - AdeS - Frutsi - Odwalla - Simply - Zico - Hubert's Lemonade - Aquarius - Powerade - Profit - NOS - Burn |